# Proton Prevé

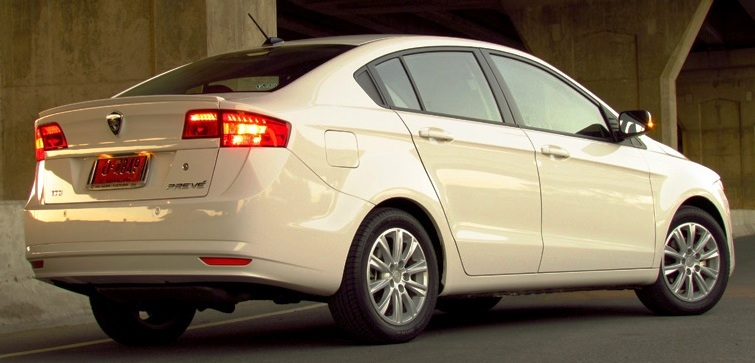
Heckansicht

Der Proton Prevé ist eine zwischen 2012 und 2020 gebaute Limousine des malaiischen Automobilherstellers Proton. Das Schrägheck-Modell des Prevé ist der Proton Suprima S, der zwischen 2013 und 2019 gebaut wurde.
Der Prevé gilt als erstes Weltauto von Proton, wurde in Mitteleuropa aber nicht angeboten.

## Technische Daten
|                                             | 1.6 Executive             | 1.6 Premium            |
| Bauzeitraum                                 | 02/2012–03/2020           | 02/2012–03/2020        |
| Motorkenndaten                              |                           |                        |
| Motortyp                                    | R4-Ottomotor              | R4-Ottomotor           |
| Hubraum                                     | 1597 cm³                  | 1561 cm³               |
| max. Leistung bei min−1                     | 80 kW (109 PS) / 5750     | 103 kW (140 PS) / 5000 |
| max. Drehmoment bei min−1                   | 150 Nm / 4000             | 205 Nm / 2000–4000     |
| Kraftübertragung                            |                           |                        |
| Antrieb                                     | Vorderradantrieb          | Vorderradantrieb       |
| Getriebe, serienmäßig                       | 5-Gang-Schaltgetriebe     | Stufenloses Getriebe   |
| Getriebe, optional                          | (Stufenloses Getriebe)    | —                      |
| Messwerte                                   |                           |                        |
| Höchstgeschwindigkeit                       | 180 km/h (170 km/h)       | 190 km/h               |
| Beschleunigung, 0–100 km/h                  | 12,0 s (12,5 s)           | 9,6 s                  |
| Kraftstoffverbrauch auf 100 km (kombiniert) | 6,2 l Super (5,8 l Super) | 6,6 l Super            |
| Tankinhalt                                  | 50 l                      | 50 l                   |